# Sant Ponç de Corbera

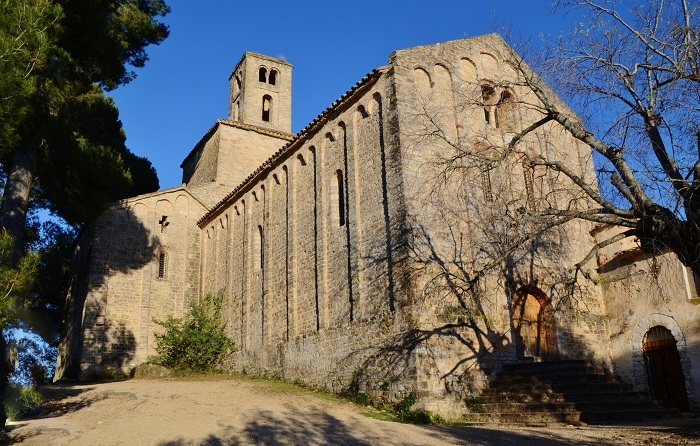
Sant Ponç de Corbera (von Nordwesten)

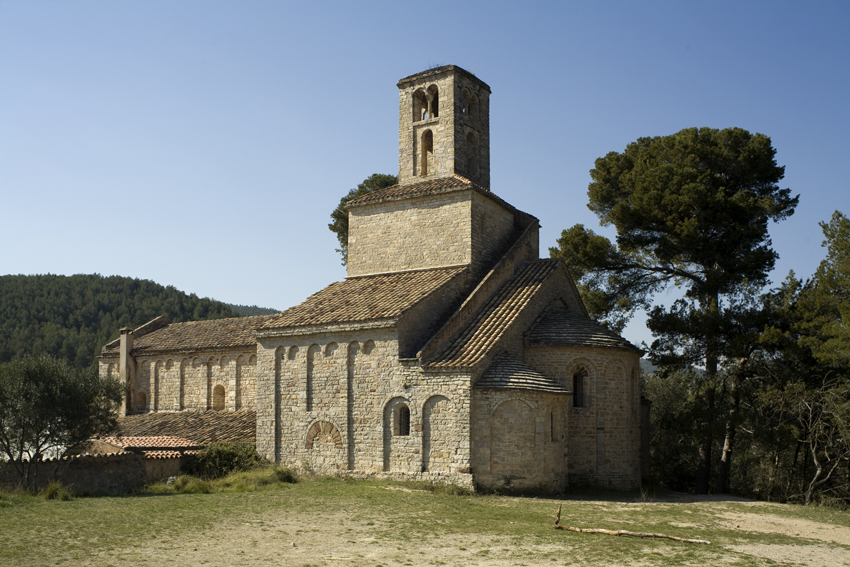
Sant Ponç de Corbera (von Südosten)

Die ehemalige Priorats- oder Klosterkirche Sant Ponç de Corbera gehört – neben den Kirchen Sant Vicenç de Cardona, Sant Cugat del Racó, Sant Pere de Rodes und Sant Jaume de Frontanyà – zu den eindrucksvollsten Bauwerken der katalanischen Romanik. Sie ist dem hl. Pontius von Cimiez geweiht.

## Lage
Die Kirche liegt einer Höhe von etwa 150 Metern ü. d. M. etwas außerhalb des Ortsteils Corbera der Gemeinde (municipi) Cervelló in der katalanischen Comarca Baix Llobregat in der Provinz Barcelona. Die nächstgrößere Stadt, Barcelona, befindet sich etwa 30 Kilometer (Fahrtstrecke) östlich.

## Geschichte
Die nördlichen Teile Kataloniens wurden bereits im 9. und 10. Jahrhundert von den Grafen von Barcelona aus den Händen des Islam zurückerobert (reconquista), wiederbesiedelt (repoblación) und mit Burgen (castells), aber auch mit Klöstern (monestirs) und Kirchen (esglésies) gesichert. Die erstmalige urkundliche Erwähnung der Kirche fällt ins Jahr 1068, doch muss man annehmen, das der Bau bereits in den Jahren zwischen 1025 und 1050 auf Betreiben des Grundherren (senyor) von Corbera, errichtet wurde. Aus dem Jahr 1096 ist ein Klostervorsteher mit Namen Salomó überliefert, doch weiß man, dass zu dieser Zeit das Priorat über das Kloster Sant Pere de Casserres von der Benediktiner-Abtei Cluny abhängig war. Zu Beginn des 14. Jahrhunderts weigerte sich der Prior einen Kontrollbesuch durch einen Visitator des Bischofs von Barcelona zu akzeptieren, was seine vorübergehende Exkommunikation zur Folge hatte. Ende des 14. und im 15. Jahrhundert folgten Jahrzehnte der Dekadenz, in denen die Klostervorsteher nicht einmal mehr Mönche waren. Im Jahr 1590 schloss sich das Priorat einer Gemeinschaft von Klöstern in der Umgebung von Tarragona an, von der es sich jedoch bald wieder löste. Man kann davon ausgehen, dass das klösterliche Leben bereits im 17. Jahrhundert weitgehend zum Erliegen kam. Im Jahr 1835 fiel das ehemalige Priorat unter die Desamortisation des Kirchenbesitzes in Spanien und wurde aufgelöst. Die übrigen Klausurgebäude wurden abgerissen; die Kirche blieb als Pfarrkirche erhalten, wurde jedoch in Ermangelung einer nahegelegenen größeren Ortschaft nur selten genutzt. In den Jahren 1929 und 1992 wurden Restaurierungsarbeiten durchgeführt; dabei wurden Innen- und Außenputz entfernt und die ursprüngliche Steinsichtigkeit wiederhergestellt – einige Reste von dekorativen Wandmalereien des 15. oder 16. Jahrhunderts blieben jedoch erhalten.

## Architektur

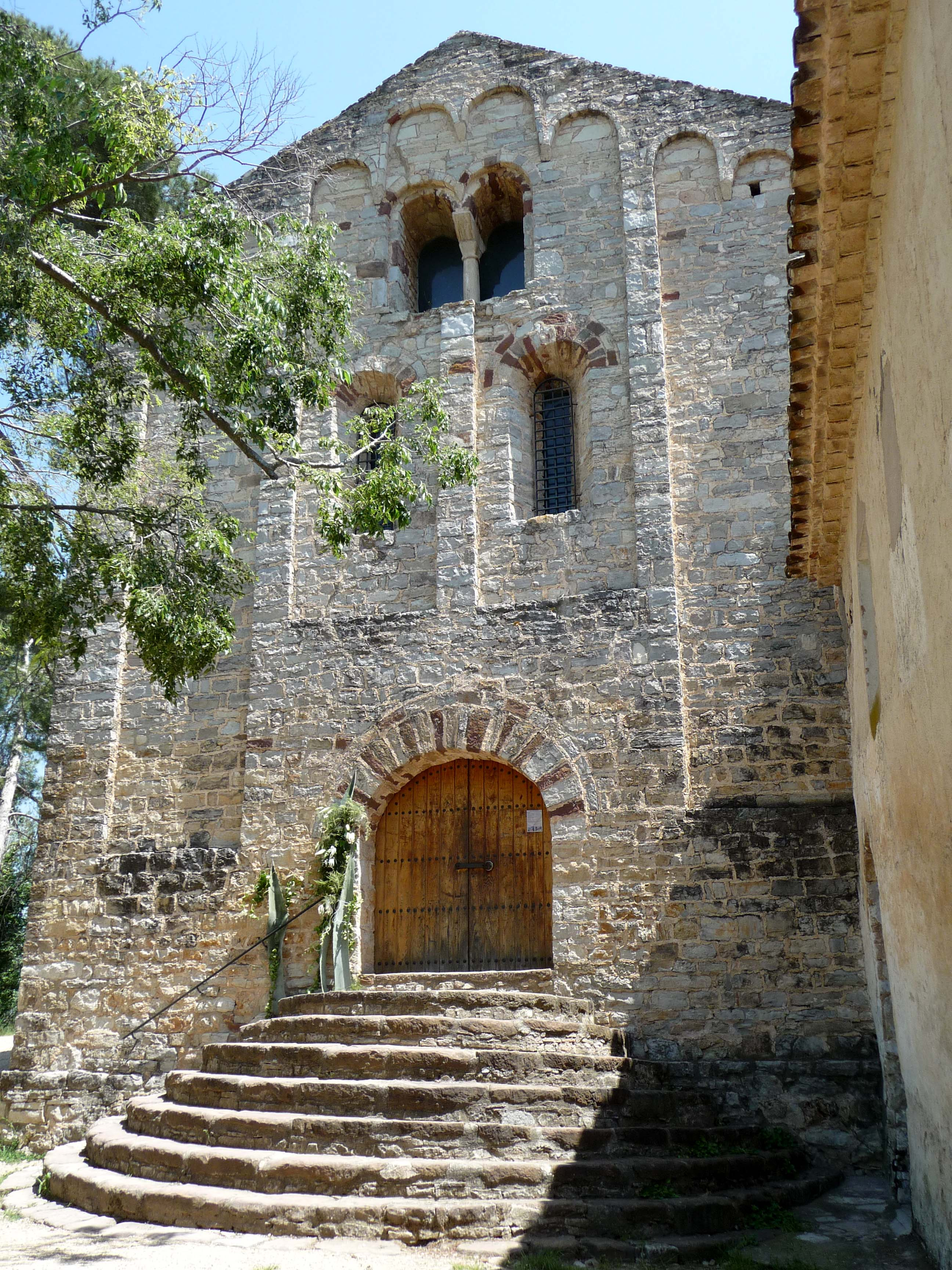
Westfassade

### Gelände
Die Kirche liegt auf der Spitze einer bewaldeten Anhöhe und musste im Südwesten durch Aufschüttungen unterfangen werden. Somit ist das Portal nur über eine halbkreisförmige siebenstufige Treppe zu erreichen.

### Steine
Als Baumaterial wurden halbwegs exakt behauene Steine verwendet, die in Lagen und im Verband vermauert werden konnten. Die Portal- und Fensterbögen der Fassade zeigen einen Wechsel zwischen helleren und dunkleren Steinen.

### Grundriss
Der Grundriss der Kirche zeigt einen in Richtung Nordosten orientierten einschiffigen Bau mit einem Querhaus und einer dreiapsidialen Chorpartie. Sowohl am südlichen Querhausarm als auch in der Nordseite des Kirchenschiffs befindet sich zwei vermauerte Portale, die ehedem zum Klausurbereich des Priorates führten.

### Außenbau
Der Außenbau der Kirche ist durch Blendarkaden gegliedert, die unterhalb der Dachtraufe mit Rundbogenfriesen abschließen. Lediglich die wahrscheinlich zuerst gebauten Apsiden zeigen eine einfachere Außenwandgliederung. Die Fenster sind nicht durch eingestellte Säulen, seitliche Profile etc. gerahmt; nur die Fenster der Mittelapsis haben einen zweifachen Rahmen.

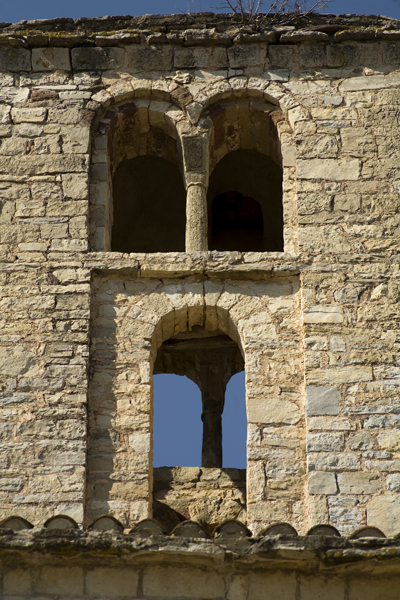
Vierungsturm

### Innenraum
Die Wände des tonnengewölbten und von – auf Kämpferplatten und Pilastern ruhenden – Gurtbögen unterzogenen Kirchenschiffs sind durch große Blendarkaden aufgelockert; die Fensterlaibungen sind des besseren Lichteinfalls wegen abgeschrägt. Die Übergänge zu den beiden Querhausarmen sind durch gemauerte Halbsäulen besonders hervorgehoben. Die Eckzwickel der Vierungskuppel ruhen auf Trompen. Die ansonsten ungegliederten Apsiden zeigen die üblichen Kalottenwölbungen.

### Turm
Der Glockenturm oberhalb der Vierung wirkt insgesamt offener und schwereloser als die übrigen Teile der Kirche. Man vermutet deshalb ein späteres Entstehungsdatum im 12. Jahrhundert. Die einfachen unteren Fensteröffnungen sind von einem rechteckigen Blendrahmen (alfiz) umgeben; die oberen Biforienfenster (oder auch ajimez) mit ihren kleinen Mittelsäulen und trapezförmigen Kapitellen ähneln dem oberen Westfenster, welches eventuell in die gleiche Zeit gehört.

## Marienfigur
Zur Ausstattung der Kirche gehörte eine gekrönte gotische Marienfigur vom Typus der Maria lactans, die sich heute in der Kirche Santa Maria de Corbera befindet.